# Шевчик, Михал (писатель)
Ми́хал Ше́вчик (в.-луж. Michał Šewčik, 7 марта 1870, Шторха, Баутцен — 26 февраля 1903, Остриц, Гёрлиц) — католический священник, лужицкий писатель, историк и публицист.

## Биография
Родился 7 марта 1870 года в лужицкой деревне Бачонь около города Бауцен. С 1885 года по 1894 год обучался в Лужицкой семинарии и малостранской гимназии в Праге. Изучал философию, историю, богословие, социологию и славянские языки. Участвовал в сербском студенческом обществе «Сербовка». В 1890 году вступил в лужицкое просветительское общество «Матица сербская». В 1893 году организовал XIX молодёжный летний лагерь-фестиваль для лужицких гимназистов под названием «Схадзованка».
В 1894 году был рукоположен в священника, после чего служил в деревне Ральбиц (Ральбице). С 1895 года по 1902 год служил викарием в католическом приходе города Лёбау (Либай). В 1902 году был назначен настоятелем этого прихода после своего брата Якуба Шевчика. Серьёзно заболев, лечился в городе Карловы Вары. После возвращения проживал в цистерцианском монастыре Пресвятой Девы Марии, где скончался 26 февраля 1903 года.
Брат лужицких общественных деятелей Юрия и Якуба Шевчиков.

## Литературная деятельность
Публиковал в лужицком литературном журнале «Łužica» и католическом журнале «Katolski Posoł» разнообразные культурно-исторические сочинения. По случаю 50-летия со дня образования студенческого общества «Сербовки» написал сочинение «Basnje a Stawizny».